# Đelekovec
Đelekovec (maďarsky Gyelekóc) je vesnice a správní středisko stejnojmenné opčiny v Chorvatsku v Koprivnicko-križevecké župě. Nachází se asi 8 km severovýchodně od Koprivnice. V roce 2011 žilo v Đelekovci 1 192 obyvatel, v celé opčině pak 1 533 obyvatel.
Součástí opčiny jsou celkem dvě trvale obydlené vesnice.
- Đelekovec – 1 192 obyvatel
- Imbriovec – 341 obyvatel

Vesnicí procházejí silnice D20, Ž2082 a Ž2260.